# Сан-Себастьян-ду-Каи
Сан-Себастьян-ду-Каи (порт. São Sebastião do Caí)  —  муниципалитет в Бразилии, входит в штат Риу-Гранди-ду-Сул. Составная часть мезорегиона Агломерация Порту-Алегри. Входит в экономико-статистический  микрорегион Монтенегру. Население составляет 22 193 человека на 2006 год. Занимает площадь 111,452 км². Плотность населения — 199,1 чел./км².

## Статистика
- Валовой внутренний продукт на 2003 составляет 209.756,00 реалов (данные: Бразильский институт географии и статистики).
- Валовой внутренний продукт на душу населения на 2003 составляет 9.965,00 реалов (данные: Бразильский институт географии и статистики).
- Индекс развития человеческого потенциала на 2000 составляет 0,843 (данные: Программа развития ООН).